# Bálint Török
 (décembre 2024).
Si vous disposez d'ouvrages ou d'articles de référence ou si vous connaissez des sites web de qualité traitant du thème abordé ici, merci de compléter l'article en donnant les références utiles à sa vérifiabilité et en les liant à la section « Notes et références ».
Bálint Török de Enying (en hongrois: enyingi Török Bálint ) (1502-1550), est un général du royaume de Hongrie qui fut notamment le dernier ban de Belgrade.

## Biographie
Bálint Török est le fils de Imre Török de Enying (fl. 1464–1521), főispán de Valkó et ban de Belgrade (1507–1521), et de Krisztina Parlaghy. Après la mort de son père, Bálint reprend brièvement la charge de ban de Belgrade à l'âge de dix-neuf ans, jusqu'à la prise de la ville par les turcs en août 1521. Le Parlement impute la responsabilité au jeune Bálint Török et le condamne à la confiscation de ses biens. Le jeune aristocrate s'enfuit et, loin de ses domaines, se retrouve au service du voïvode Jean Szapolyai en Transylvanie. Il regagne à nouveau les faveurs royales quelques années plus tard. Il épouse Katalin Pemflinger, fille du comte des Saxons Markus Pemflinger (hu) et l'une des dames de cour le plus appréciées de la reine Marie. De leur mariage naquirent deux fils, János Török en 1529 et Ferenc Török au début des années 1530.
Bálint Török participe à la bataille de Mohács (1526) en tant que commandant de la garde du corps royale, aux côtés de Gáspár Ráskay et de János Kállay. Ils ne purent sauver la vie du roi et c'est pourquoi, comme dans le cas de la chute de Belgrade (1521), la question de sa responsabilité personnelle se posa. Cependant, selon le rapport d'István Brodarics sur la bataille de Mohács, daté de 1527, la mort du souverain fut causée par l'erreur tactique du commandant en chef, Pál Tomori : lors de l'apparition inattendue d'une force turque, il ordonna à la Garde de s'éloigner du souverain pour aller au contact.
Après Mohács, Török rejoint le parti du roi Jean Szapolyai et, en tant que membre du Parlement de Székesfehérvár en 1526, participe à l'élection du roi. Comme d'autres membres de la jeune aristocratie, Szapolyai essaie de faire de Török, qui était l'un des vassaux du dirigeant décédé, son obligé, raison pour laquelle il le récompense avec le comitat de Temes et le poste associé de capitaine général de Basse-Hongrie (alsó-magyarországi főkapitány en hongrois). Comme son fief ne lui rend pas justice, il attaque Subotica et en chasse l'insurgé serbe Jovan Nenad (en) Le Noir, ancien serviteur du roi Louis II, qui occupait une partie de ses domaines.
Le manque de soutien de Szapolyai joue certainement un rôle dans le retournement d'alliance de Bálint Török et de plusieurs seigneurs qui se rassemblent autour de la veuve du roi Louis II, Marie de Hongrie, et élisent son frère cadet Ferdinand de Habsbourg comme roi de Hongrie, contre Jean Szapolyai à Pozsony à la fin de 1526. Török fait preuve de son allégeance au parti des Habsbourg en participant à la campagne hongroise de 1527–1528 (en) qui marque le début de la guerre civile et se termine par le siège de Buda (1529) (en). Il sert fidèlement le roi Ferdinand pendant de nombreuses années. Pendant la guerre civile de plus d'une décennie entre les deux souverains (1526-1538), il se comporte comme un véritable chevalier-voleur, en occupant et s'arrogeant de nombreux domaines et en devenant le propriétaire foncier le plus puissant de Transdanubie. Les relations avec le roi se tendent progressivement à partir des années 1530 et Bálint Török décide de quitter Ferdinand et de redevenir en 1536 le serviteur de Szapolyai. Cela a abouti une tentative d’assassinat raté contre lui.
Le roi Jean Ier Zapolya le remercie par la donation héréditaire du comté de Hunyad, les quatre châteaux et manoirs qui lui sont attachés, et le domaine Debrecen, plus grande propriété foncière du pays. Ces dernières acquisitions font de Bálint Török le propriétaire foncier le plus puissant et le plus riche du pays. Depuis l’époque des Hunyadi, personne n’avait possédé un ensemble aussi vaste. Bálint Török, en plus d'être de főispán de Somogy et comte de Hunyad, posséde alors les châteaux de Hunyad, Déva, Morzsina et Kolc dans le comté de Hunyad, ainsi que leurs domaines attenants, la ville de Debrecen dans le Bihar, Szigetvár, Somogyvár, Csurgó, Simontornya, Ozora et Anyavára dans la région de Tolna, Enying, Csesznek et Pápa dans la région de Veszprém. Vitány, Gesztes et Tata et Szigliget à Zala. Auparavant, il avait reçu des dons à Kövesd dans le comté de Zemplén, ainsi qu'à Boró et Soproncá dans le comté de Kőrös, et profitant de la propagation de la Réforme, il occupe les biens considérables des évêchés de Pécs et Nyitra.
Lorsqu'István Maylád, Imre Balassa (hu) et Ferenc Kendi forment une alliance contre leur souverain Zapolya en 1540, Török est chargé avec Péter Petrovics (en) d'écraser les traîtres. Diód et Almas sont détruits, mais Török ne souhaite pas assiéger Fogaras, où séjournaient Majláth, dont il était un veil ami, et Balassa. Réticent, il invoque la maladie et se retire à Gyulafehérvár.
Contrairement aux dispositions du Traité de Nagyvárad et à la demande du roi János, qui s'apprêtait à mourir et venait d'apprendre la naissance de son fils Jean Sigismond, Bálint Török prête allégeance au parti des Szapolyai. Après l'élection du roi au Rákos en septembre 1540, il est chargé de la régence du royaume avec Giorgio Martinuzzi et Péter Petrovics. Cela marque l'apogée de sa carrière politique.
En 1540, le général impérial Leonhard von Fels (de) assiège Buda (voir le siège de Buda (1540) (hu)), défendue par Martinuzzi et Bálint Török, jusqu'à ce que Ferdinand ordonne le retrait de ses troupes en novembre. En 1541, sous la direction de Wilhelm von Roggendorf, Ferdinand tente à nouveau de s'emparer de Buda (voir le siège de Buda (1541) (en)) qui est toujours aux mains du parti Szapolyai. Le château est assiégé depuis près de trois mois par l'armée des Habsbourg prétendant au trône, lorsque l'armée du sultan arrive sous le château fin juillet et les chasse. La prise de Buda par les Ottomans (hu) a eu lieu le 29 août 1541 sous les yeux des Hongrois, jour du 15e anniversaire de la bataille de Mohács. Commence une lutte de pouvoir entre le sultan turc et les deux rois hongrois pour le contrôle du territoire du Royaume de Hongrie, divisé en trois parties.
Bien qu'il ait combattu en vain aux côtés du sultan contre les forces des Habsbourg, les Turcs font de Bálint Török un prisonnier et l'emmènent à Istanbul où il est captif dans plusieurs endroits, dont les tristement célèbres Sept Tours, jusqu'à la fin de sa vie.

## Sources
- József Bessenyei. A Héttorony foglya: Török Bálint, Helikon, 1986.  (ISBN 9632076702)
- Kálmán Benda,Katalin Péter. Magyarország történeti kronológiája 2. 1526-1848, Akadémiai Kiadó, Budapest, 1983.  (ISBN 963-05-3315-4)
- Farkas Bethlen. Erdély története, Enciklopédia Kiadó, 2010.  (ISBN 9789639655119)
- Iván Nagy. Magyarország családai czímerekkel és nemzedékrendi táblákkal, Budapest, 1857-1865
- Bálint Hóman, Gyula Szekfű. Magyar történet, Vol. III., Budapest, 1928